# Tau (lletra grega)
Tau (majúscula Τ, minúscula τ) és la lletra dinovena de l'alfabet grec. Té un valor numèric de 300. El seu nom en català és Tau. Els simbolisme de la creu ha estat connectat no sols a la lletra Khi (Χ), sinó també a tau, l'equivalent d'aquesta darrera lletra en l'alfabet fenici i els alfabets hebreus antics, en els que era originalment de forma cruciforme.

## Usos científics
La lletra minúscula τ s'usa com a símbol per:
- La funció τ en Teoria Tau General un principi psicològic de la percepció.
- Un parell de forces en mecànica.
- La partícula elemental Tau en física de partícules.
- La vida mitjana en els processos d'emissió espontània de partícules en física.
- El temps propi en la teoria de relativitat.
- Un coeficient de correlació, la tau de Kendall.
- El Nombre auri, si bé φ és més coneguda.
- La funció tau de Ramanujan en teoria de nombres.
- Tau en astronomia és una mesura de l'opacitat, o la penetració de llum del Sol en l'atmosfera.

## Usos religiosos
La lletra tau també sol aparèixer en les representacions pictòriques i escultòriques de Santa Tecla i, per extensió (ja que és la patrona de Tarragona), és el símbol de l'arxidiòcesi de Tarragona.